# Vojtěch Petr
Vojtěch Petr (Brno, 4 ottobre 1955 – 8 aprile 2012) è stato un cestista cecoslovacco.

## Carriera
Con la Cecoslovacchia ha disputato i Giochi olimpici di Montréal 1976, tre edizioni dei Campionati mondiali (1974, 1978, 1982) e cinque dei Campionati europei (1973, 1977, 1979, 1981, 1983).

## Palmarès
- Campionato cecoslovacco: 3

Spartak ZJŠ Brno: 1975-76, 1976-77, 1977-78